# Algacultura

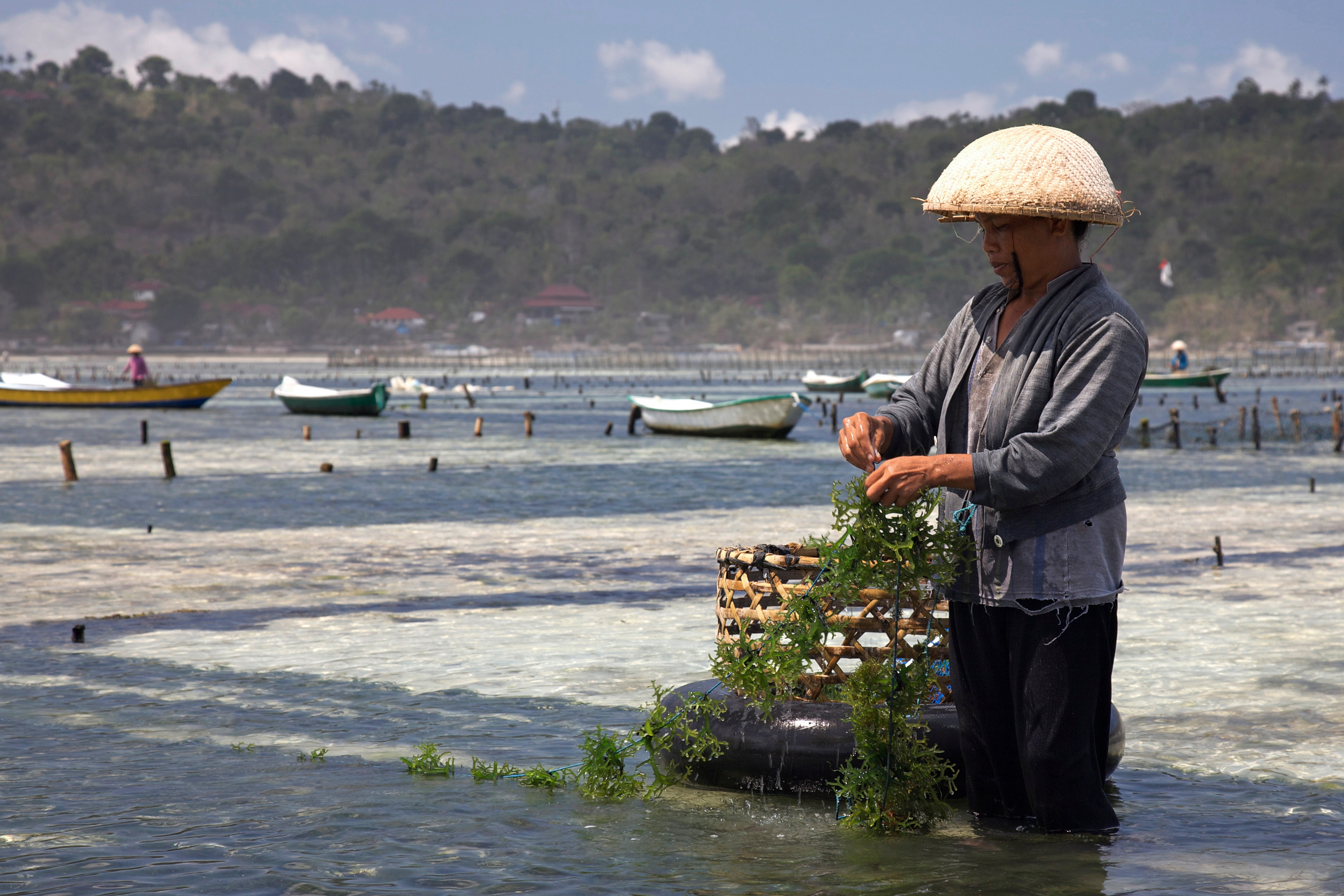
Algacultura na Indonésia.

O cultivo de algas ou algacultura é uma forma de aquacultura que se dedica ao cultivo de espécies de algas. Os primeiros registros de cultivo foram encontrados na China e datam de 2700 aC, sendo as algas atualmente produzidas por diversos países visto que possuem um amplo espectro de aplicações por serem ricas em nutrientes, carboidratos, vitaminas, carotenoides e outros compostos de interesse. 
Dentre as aplicações das algas vale citar a produção de biomassa para tratamento de efluentes, produção de biocombustíveis através do acúmulo de carboidratos e óleos por estresse, produção de hidrocoloides como ágar e carragena utilizados como estabilizantes, bem como aplicação na indústria de cosméticos e na alimentação humana e animal. 
As macroalgas, comumente conhecidas como algas, têm também muitos usos comerciais e industriais, mas devido ao seu tamanho e os requerimentos específicos do ambiente que necessitam para crescer, não são fáceis de cultivar a grande escala como as microalgas e são cultivadas diretamente do oceano.

## Cultivo de macroalgas
Nas últimas décadas com a demanda da indústria de processamento de algas muitos países como Chile, Brasil e Peru se especializaram no cultivo sendo ele não mais restrito a países asiáticos. As espécies usualmente cultivadas pertencem ao gênero Kappaphycus e Glicilaria por sua alta produção de biomassa, sendo utilizadas para produção de ágar e carragena voltados para a indústria alimentícia. 
Em 1995 a alga Kappaphycus alvarezii originária das Filipinas foi introduzida no Brasil, ela se adaptou bem ao clima das regiões tropicais e subtropicais sendo utilizada para produção de hidrocoloides e como fonte de minerais e antioxidantes, além de ser facilmente cultivada e possuir alta produtividade. 
O cultivo propriamente dito das macroalgas ocorre em mar aberto, sendo necessário conhecimento da espécie que melhor se adapte às condições regionais buscando assim um produto economicamente viável.  As diferentes formas de cultivo buscam sempre otimizar a produção, ou seja, fazer uma maior produção em uma área menos e em um menor espaço de tempo, sendo a escolha do método influenciada por fatores como temperatura, incidência de luz, profundidade, movimentação da água, salinidade e concentração de nutrientes. 
No Brasil a balsa flutuante é uma forma comum de cultivo e consistem em módulos de 3 x 5 m sustentados por tubos de PVC de extremidade fechada. Cada módulo possui 11 redes tubulares onde podem ser adicionadas 14,6 mudas/m², sendo os módulos interconectados por cabos de polipropileno. O cultivo é feito em uma profundidade de até 65 cm da lâmina de água e perpendicular à zona de maior incidência de correntes marítimas, sendo todo o aparato de cultivo fixado ao fundo com o auxílio de duas poitas de aproximadamente 600 kg ou com pinos de aço nas extremidades. As melhores condições são em temperaturas entre 22 e 28 °C e com uma salinidade em torno de 30 de acordo com um refratômetro. 

## Cultivo de microalgas

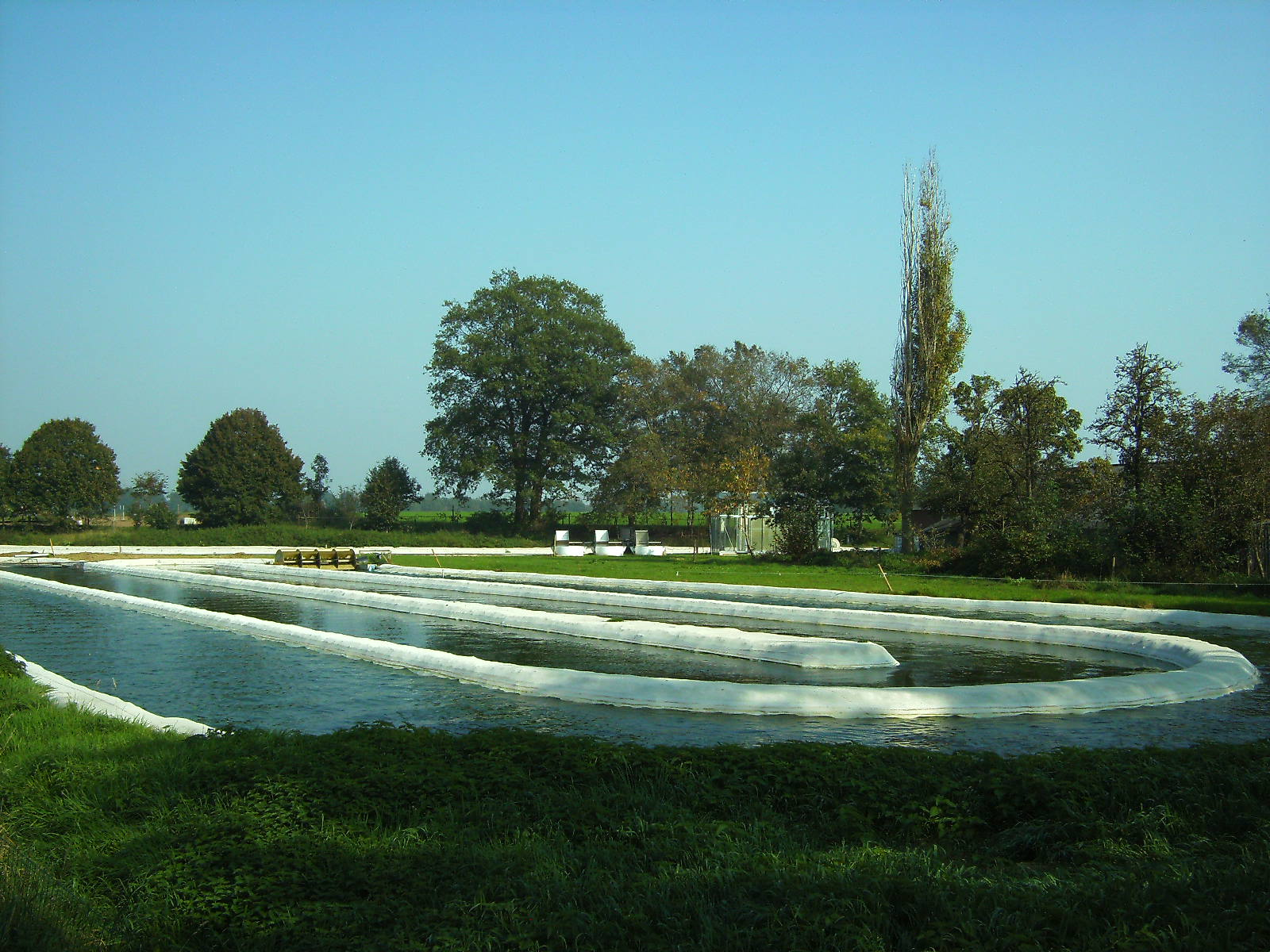
Lagoa de corrida usada para o cultivo de microalgas. A água é mantida em movimento constante por meio de uma roda de pás motorizada. Experimento realizado entre 2009 e 2012.

Microalgas são organismos unicelulares clorofilados capazes de converter dióxido de carbono atmosférico em diversos metabólitos como proteínas, carboidratos e lipídeos. Durante este metabolismo as células assimilam fósforo e nitrogênio, uma característica importante que permite seu uso no tratamento de águas residuais.  
Dentre os modelos de cultivos temos a lagoa Raceway que consiste em um canal de circuito fechado onde as microalgas são alimentadas continuamente e circulam livremente sendo constantemente misturados por um sistema de pás, após fluir por todo o ciclo a biomassa é então recolhida. É um método mais simples e barato de produção, porém possui desvantagens como altos índices de contaminação e menor produção de biomassa por m². 
Outra alternativa para o cultivo é o uso de fotobiorreatores tubulares que consistem em tubos transparentes onde o meio de cultura com as microalgas flui com o auxílio de uma bomba mecânica. Este método permite uma maior área de incidência de luz quando comparado com as lagoas do tipo raceway pond, bem como maior controle das variáveis do processo como temperatura, pH, contaminação, e níveis de oxigênio e dióxido de carbono. Apesar de ser um método de produção mais caro, possui vantagens como maior produção de biomassa e produtos de interesse por m² e a utilização de áreas menores para a instalação pois podem ser feitas estruturas tubulares de metros de altura. 
Vários modelos de Fotobiorreatores podem ser aplicados no cultivo, um outro exemplo é o do tipo placa plana que consiste em um paralelepípedo de pequena espessura onde a agitação é feita através de ar borbulhando ao longo do seu comprimento, podendo ser adaptados para circulação de ar de modo igual a reatores do tipo air-lift. 